# Matthew Savoie (Eiskunstläufer)
Matthew Savoie (* 12. September 1980 in Peoria, Illinois) ist ein ehemaliger US-amerikanischer Eiskunstläufer.

## Leben
Savoie besuchte die Peoria High School. Er begann seine sportliche Karriere 1989 beim Verein Illinois Valley FSC. Er studierte bis 2002 an der Bradley University Politikwissenschaften und Biologie und danach an der University of Illinois at Urbana-Champaign Stadtplanung. 
Erstmals gewann er 1997 bei den US-amerikanischen Meisterschaften die Goldmedaille bei den Junioren und erregte damit internationale Aufmerksamkeit.
2000 gewann er die Bronzemedaille bei Skate Canada, beim Grand-Prix-Finale und ebenso beim Cup of Russia. 2002 gewann er die Bronzemedaille bei Skate America. Dreimal trat er für die Vereinigten Staaten bei den Eiskunstlauf-Weltmeisterschaften an.
Bei den US-amerikanischen Meisterschaften im Eiskunstlauf gewann er 2001, 2004 und 2006 die Bronzemedaille. 1999, 2000, 2002 und 2005 wurde Savoie bei den Meisterschaften in den Vereinigten Staaten Vierter. An den Olympischen Winterspielen 2006 nahm er ebenfalls teil und belegte den 7. Platz. Er beendete danach seine Karriere als Eiskunstläufer und war seitdem als Trainer im Eiskunstlauf tätig. Savoie ist mit dem US-amerikanischen Rechtsanwalt Brian Boyel verheiratet.
 